# Обуда (острів)
Обуда (угор. Óbudai-sziget) — річковий острів посеред Дунаю в межах міста Будапешт, столиці Угорщини.

## Розташування
Острів знаходиться ближче до правого берега річки, неподалік залізничного мосту Уйпешт через Дунай. Від берега річки острів відокремлений протокою шириною 60-70 м.

## Природа

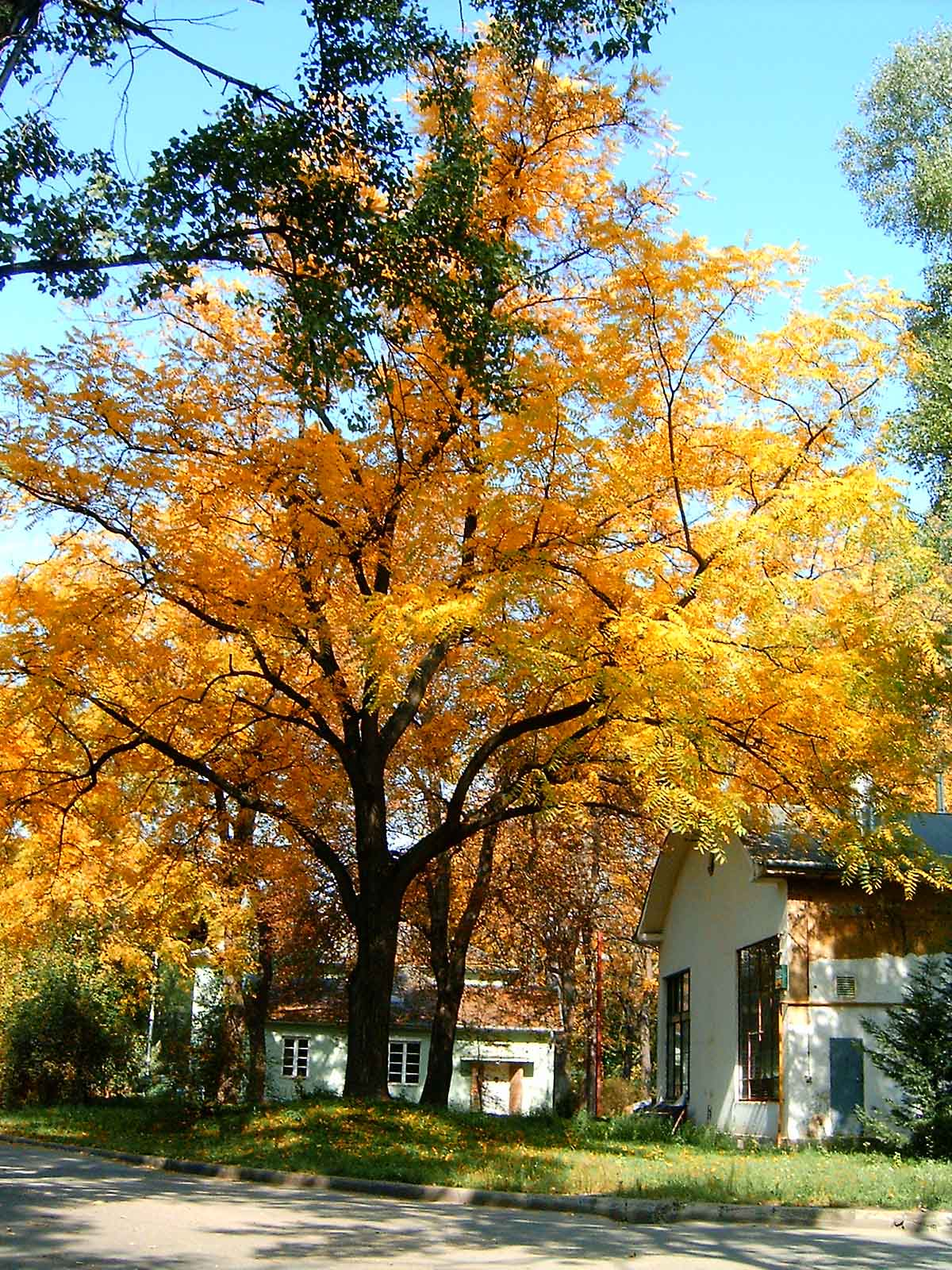
Місцевий парк

Більшу частину острова на сьогодні займає парк. Північний край є відомим у районі місцем зупинки птахів під час їхньої міграції. Тут також гніздяться рибалочка, боривітер звичайний, дятел зелений, сорокопуд, ворона сіра, крижень та голуб. Це робить острів відомим серед орнітологів.
Первісного і дикого вигляду має лише західний берег довжиною 1,5 км, який поріс вербою білою (Salix alba), зустрічаються також тополя чорна (Populus nigra), виноградна лоза (Vitis riparia) та в'яз.

## Історія
Острів утворився із наносів річки Дунай і спочатку являв собою невеликий риф, що складався з двох масивів суходолу. З часом ділянки з'єднались на наросли річковими наносами. В античні часи називався Аквінк, де 89 року розміщувався римський легіон на 6 тисяч осіб. 409 року римляни покинули регіон і острів був закинутим, хоча руїни деяких будівель збереглись і до сьогодні. За часів короля Матвія Корвіна тут знаходились ліси для полювання. У 17 столітті острів перейшов у володіння родини Зічі.
Значення Обуди зросло у 19 столітті, коли граф Іштван Сечені збудував тут корабельню. При будівництві були виявлені стіни римських гарнізонів. Площа суднобудівництва була значною — 69 акрів, інша частина була зайнята під сільське господарство. Перший корабель «Арпад» був спущений на воду 1836 року. 1858 року острів був з'єднаний з містом пішохідним мостом. З часом будівництво кораблів на острові припинилось, на території корабельні було відкрито залишки палацу римського імператора, розкопками якого зараз займаються науковці. 1967 року до острова було збудовано новий залізобетонний міст, а 1973 року закладено парк. В останні роки на острові почалось будівництво готельного комплексу, який повинен стати найбільшим у Європі.

## Культура

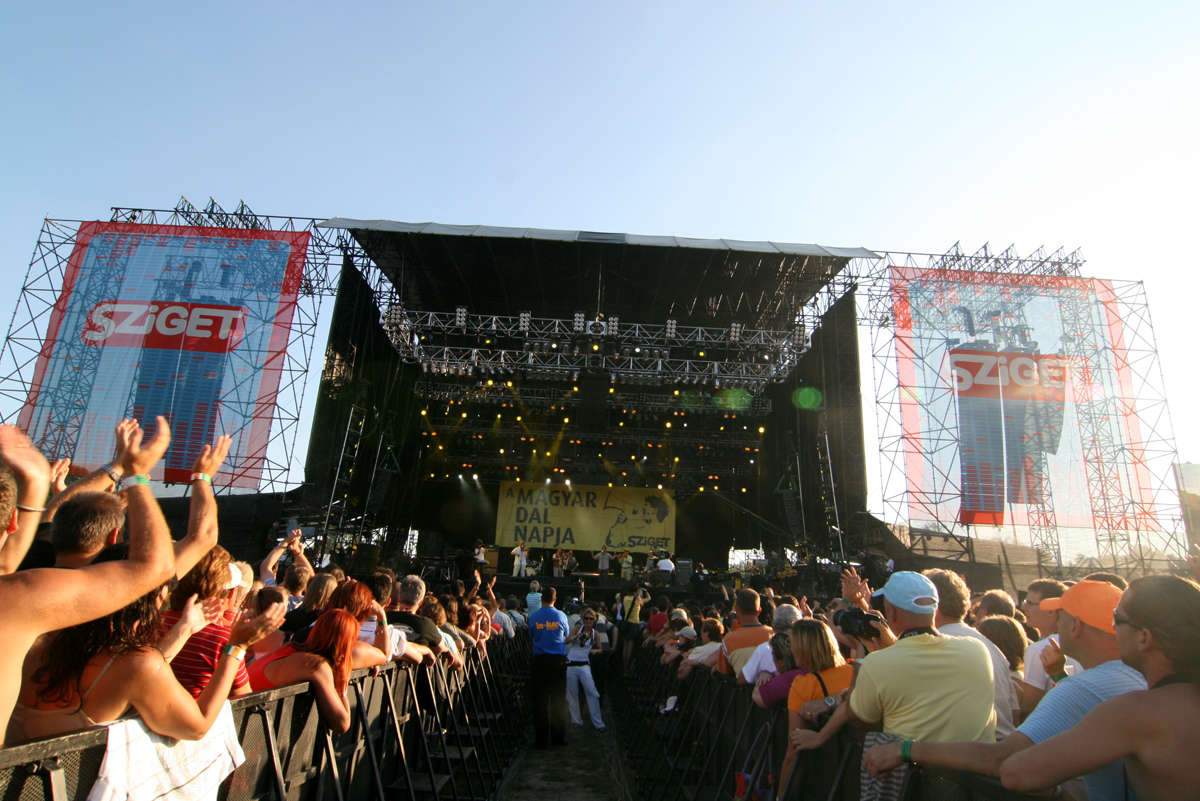
Фестиваль «Сігет»

Острів є популярним місцем відпочинку містян протягом року, тут створено дитячий парк та тенісні корти. На Обуді щороку у серпні проходить міжнародний фестиваль Сігет, який завдячує своєму утворенню падінню прорадянського комуністичного уряду. Саме тут почали збиратись музиканти заради зустрічей та концертів, і 1993 року ці раути переросли у фестиваль. Спочатку він називався «Студентським островом», у період з 1996 по 2001 роки організатором виступила компанія Pepsi і фестиваль було перейменовано у «Острів Пепсі». І вже з 2002 року і по цей день він називається «Сіґет», тобто просто «Острів».